# Caribbean Premier League 2015
Die Caribbean Premier League 2015 war die dritte Saison dieser Twenty20-Meisterschaft. Sieger waren die Trinidad and Tobago Red Steel, die sich im Finale im Queen’s Park Oval mit 20 Runs gegen die Barbados Tridents durchsetzten.

## Gruppenphase
Tabelle
| Teams                         | Sp. | S | N | NR | P  | RR     |
| ----------------------------- | --- | - | - | -- | -- | ------ |
| Barbados Tridents             | 10  | 6 | 4 | 0  | 12 | +0.182 |
| Guyana Amazon Warriors        | 10  | 5 | 4 | 1  | 11 | +0.589 |
| Trinidad and Tobago Red Steel | 10  | 5 | 4 | 1  | 11 | −0.077 |
| Jamaica Tallawahs             | 10  | 4 | 5 | 1  | 9  | −0.424 |
| St Lucia Zouks                | 10  | 4 | 5 | 1  | 9  | −0.679 |
| St Kitts and Nevis Patriots   | 10  | 4 | 6 | 0  | 8  | +0.228 |

## Spiele
| 20. Juni Scorecard | Bridgetown | Barbados Tridents 158-6 (20) | – | Guyana Amazon Warriors 109 (18) |
|                    |            | Barbados gewinnt mit 49 Runs |   |                                 |

| 21. Juni Scorecard | Gros Islet | St Lucia Zouks 179-6 (20) | – | Trinidad and Tobago Red Steel 10-0 (0.5) |
|                    |            | No Result                 |   |                                          |

| 23. Juni Scorecard | Bridgetown | Barbados Tridents 161-4 (20) | – | Jamaica Tallawahs 145-9 (20) |
|                    |            | Barbados gewinnt mit 16 Runs |   |                              |

| 24. Juni Scorecard | Gros Islet | St Kitts and Nevis Patriots 149-6 (20) | – | St Lucia Zouks 150-3 (15.4) |
|                    |            | St Lucia gewinnt mit 7 Wickets         |   |                             |

| 25. Juni Scorecard | Bridgetown | Trinidad and Tobago Red Steel 95-9 (20) | – | Barbados Tridents 98-2 (13.1) |
|                    |            | Barbados gewinnt mit 8 Wickets          |   |                               |

| 26. Juni Scorecard | Gros Islet | St Lucia Zouks 156-6 (18)                | – | Guyana Amazon Warriors 154-5 (18) |
|                    |            | St Lucia gewinnt mit 2 Runs (D/L method) |   |                                   |

| 27. Juni Scorecard | Bridgetown | St Kitts and Nevis Patriots 143-8 (20) | – | Barbados Tridents 142-7 (20) |
|                    |            | St Kitts and Nevis gewinnt mit 1 Run   |   |                              |

| 28. Juni Scorecard | Gros Islet | St Lucia Zouks 118-9 (20)      | – | Jamaica Tallawahs 121-0 (10) |
|                    |            | Jamaica gewinnt mit 10 Wickets |   |                              |

| 30. Juni Scorecard | Basseterre | St Kitts and Nevis Patriots 160-5 (20) | – | Jamaica Tallawahs 164-3 (19.1) |
|                    |            | Jamaica gewinnt mit 7 Wickets          |   |                                |

| 1. Juli Scorecard | Basseterre | Barbados Tridents 148-8 (20) | – | St Lucia Zouks 133-9 (20) |
|                   |            | Barbados gewinnt mit 15 Runs |   |                           |

| 3. Juli Scorecard | Basseterre | St Kitts and Nevis Patriots 149-9 (20) | – | Guyana Amazon Warriors 150-3 (16) |
|                   |            | Guyana gewinnt mit 7 Wickets           |   |                                   |

| 3. Juli Scorecard | Basseterre | St Lucia Zouks 202-5 (20)    | – | Barbados Tridents 172-7 (20) |
|                   |            | St Lucia gewinnt mit 30 Runs |   |                              |

| 4. Juli Scorecard | Basseterre | St Kitts and Nevis Patriots 199-5 (20)  | – | Jamaica Tallawahs 80 (16) |
|                   |            | St Kitts and Nevis gewinnt mit 119 Runs |   |                           |

| 4. Juli Scorecard | Basseterre | Guyana Amazon Warriors 118 (19.4)         | – | Trinidad and Tobago Red Steel 121-7 (19.5) |
|                   |            | Trinidad and Tobago gewinnt mit 3 Wickets |   |                                            |

| 6. Juli Scorecard | Basseterre | Barbados Tridents 135-8 (20)             | – | St Kitts and Nevis Patriots 139-2 (17.1) |
|                   |            | St Kitts and Nevis gewinnt mit 8 Wickets |   |                                          |

| 7. Juli Scorecard | Kingston | St Lucia Zouks 158-4 (20)     | – | Jamaica Tallawahs 159-1 (16) |
|                   |          | Jamaica gewinnt mit 9 Wickets |   |                              |

| 8. Juli Scorecard | Basseterre | St Kitts and Nevis Patriots 158-6 (20)  | – | Guyana Amazon Warriors 146-2 (16.4) |
|                   |            | Guyana gewinnt mit 23 Runs (D/L method) |   |                                     |

| 9. November Scorecard | Kingston | Jamaica Tallawahs 180-6 (20) | – | Trinidad and Tobago Red Steel 130-9 (20) |
|                       |          | Jamaica gewinnt mit 50 Runs  |   |                                          |

| 10. Juli Scorecard | Basseterre | St Kitts and Nevis Patriots 170-8 (20) | – | St Lucia Zouks 144-9 (20) |
|                    |            | St Kitts and Nevis gewinnt mit 26 Runs |   |                           |

| 11. Juli Scorecard | Basseterre | St Kitts and Nevis Patriots 146 (20)      | – | Trinidad and Tobago Red Steel 148-4 (18.5) |
|                    |            | Trinidad and Tobago gewinnt mit 6 Wickets |   |                                            |

| 11. Juli Scorecard | Kingston | Barbados Tridents 146-7 (20) | – | Jamaica Tallawahs 129-7 (20) |
|                    |          | Barbados gewinnt mit 17 Runs |   |                              |

| 12. Juli Scorecard | Kingston | Guyana Amazon Warriors 179-3 (20) | – | Jamaica Tallawahs 95 (15.5) |
|                    |          | Guyana gewinnt mit 84 Runs        |   |                             |

| 14. Juli Scorecard | Port of Spain | Trinidad and Tobago Red Steel 90-4 (9) | – | St Lucia Zouks 91-6 (9) |
|                    |               | St Lucia gewinnt mit 4 Wickets         |   |                         |

| 15. Juli Scorecard | Georgetown | Guyana Amazon Warriors | – | Jamaica Tallawahs |
|                    |            | Spiel abgesagt         |   |                   |

| 16. Juli Scorecard | Port of Spain | Trinidad and Tobago Red Steel 184-3 (20) | – | Barbados Tridents 112 (18.4) |
|                    |               | Trinidad and Tobago gewinnt mit 72 Runs  |   |                              |

| 17. Juli Scorecard | Georgetown | St Lucia Zouks 111-7 (20)    | – | Guyana Amazon Warriors 112-7 (18) |
|                    |            | Guyana gewinnt mit 3 Wickets |   |                                   |

| 18. Juli Scorecard | Georgetown | Trinidad and Tobago Red Steel 134-5 (14)             | – | St Kitts and Nevis Patriots 123-7 (14) |
|                    |            | Trinidad and Tobago gewinnt mit 18 Runs (D/L method) |   |                                        |

| 18. Juli Scorecard | Georgetown | Barbados Tridents 125-9 (20) | – | Guyana Amazon Warriors 111-6 (20) |
|                    |            | Barbados gewinnt mit 14 Runs |   |                                   |

| 19. Juli Scorecard | Port of Spain | Trinidad and Tobago Red Steel 145-3 (20) | – | Jamaica Tallawahs 138-9 (20) |
|                    |               | Trinidad and Tobago gewinnt mit 7 Runs   |   |                              |

| 21. Juli Scorecard | Georgetown | Trinidad and Tobago Red Steel 117-8 (20) | – | Guyana Amazon Warriors 118-3 (17) |
|                    |            | Guyana gewinnt mit 7 Wickets             |   |                                   |

## Playoffs

### Viertelfinale
| 23. Juli Scorecard | Port of Spain | Trinidad and Tobago Red Steel 152-6 (20) | – | Jamaica Tallawahs 125 (19.3) |
|                    |               | Trinidad and Tobago gewinnt mit 27 Runs  |   |                              |

### Halbfinale
| 25. Juli Scorecard | Port of Spain | Guyana Amazon Warriors 108-9 (20)         | – | Trinidad and Tobago Red Steel 109-4 (18.3) |
|                    |               | Trinidad and Tobago gewinnt mit 6 Wickets |   |                                            |

### Finale
| 26. Juli Scorecard | Port of Spain | Trinidad and Tobago Red Steel 178-5 (20) | – | Barbados Tridents 158-4 (20) |
|                    |               | Trinidad and Tobago gewinnt mit 20 Runs  |   |                              |